# Eleições estaduais no Piauí em 1954
As eleições estaduais no Piauí em 1954 ocorreram em 3 de outubro assim como as eleições gerais no Distrito Federal, em 20 estados e nos territórios federais do Acre, Amapá, Rondônia e Roraima. Foram eleitos o governador Gaioso e Almendra, o vice-governador Ferreira de Castro, os senadores Leônidas Melo e Matias Olímpio, além de sete deputados federais e trinta e dois estaduais.
Natural de Teresina, Gaioso e Almendra sentou praça na Escola Militar do Realengo em 1918, chegando a primeiro-tenente em 1922. Chefe de polícia durante o governo Matias Olímpio, alcançou a patente de capitão ao deixar o cargo. Chefe do estado-maior da 3ª Divisão de Cavalaria em Bagé, comandou a 2ª Divisão de Cavalaria em Uruguaiana e trabalhou na 10ª Região Militar em Fortaleza, além de cursar a Escola de Aperfeiçoamento de Oficiais e a Escola de Estado-Maior do Exército.
Membro do Jockey Clube do Piauí, Clube dos Diários, Associação Comercial do Piauí, da Associação Industrial do Piauí e da Academia Piauiense de Letras, presidiu o Instituto Histórico e Geográfico do Piauí. Fundou a Associação dos Criadores Piauienses, a Associação dos Criadores do Brasil e presidiu a Agroindústria Piauí. Voltou ao cargo de chefe de polícia e comandou a Polícia Militar do Piauí no governo Landri Sales. Líder de um pelotão enviado para combater a Revolução Constitucionalista de 1932, elegeu-se deputado estadual em 1934, contudo teve seu mandato extinto pelo Estado Novo. Retornou à vida partidária no PSD e foi candidato a governador do Piauí em 1947 sendo derrotado por José da Rocha Furtado. Durante o governo de seu cunhado, Pedro Freitas, foi secretário-geral do estado, elegendo-se governador em 1954, lembrando que "na sucessão de Pedro Freitas, formaram-se, no estado, as primeiras coligações partidárias posteriores à redemocratização do país" (SANTOS, 1988; p. 44).
Nascido em Floriano, Ferreira de Castro é perito contábil formado em Fortaleza em 1941 e advogado pela Universidade Federal de Minas Gerais em 1948. Ingressou na UDN e foi eleito deputado estadual em 1950 e após migrar para o PTB elegeu-se vice-governador do Piauí na chapa de Gaioso e Almendra em 1954. Genro do odontólogo Osvaldo da Costa e Silva, eleito vice-governador pela Assembleia Legislativa do Piauí em 1947, no governo José da Rocha Furtado.

## Resultado da eleição para governador
Conforme o Tribunal Superior Eleitoral 189.119 eleitores compareceram às urnas, havendo 177.808 votos nominais (94,02%), 6.643 votos em branco (3,51%) e 4.668 votos nulos (2,47%).
| Candidatos a governador do estado | Candidatos a vice-governador | Número | Coligação                                       | Votação | Percentual |
| --------------------------------- | ---------------------------- | ------ | ----------------------------------------------- | ------- | ---------- |
| Gaioso e Almendra PSD             | Ver abaixo -                 | -      | Coligação Democrática Trabalhista (PSD, PTB)    | 101.689 | 57,19%     |
| Lustosa Sobrinho UDN              | Ver abaixo -                 | -      | Aliança Democrática Progressista (UDN, PSP, PL) | 76.119  | 42,81%     |
| Fontes:                           |                              |        |                                                 |         |            |

## Resultado da eleição para vice-governador
Conforme o Tribunal Superior Eleitoral 189.119 eleitores compareceram às urnas, havendo 174.472 votos nominais (92,26%), 9.991 votos em branco (5,28%) e 4.656 votos nulos (2,46%).
| Candidatos a governador do estado | Candidatos a vice-governador | Número | Coligação                                       | Votação | Percentual |
| --------------------------------- | ---------------------------- | ------ | ----------------------------------------------- | ------- | ---------- |
| Ver acima -                       | Ferreira de Castro PTB       | -      | Coligação Democrática Trabalhista (PSD, PTB)    | 99.016  | 56,75%     |
| Ver acima -                       | Crisipo de Aguiar PSP        | -      | Aliança Democrática Progressista (UDN, PSP, PL) | 75.456  | 43,25%     |
| Fontes:                           |                              |        |                                                 |         |            |

## Resultado da eleição para senador
Conforme o Tribunal Superior Eleitoral 189.119 eleitores compareceram às urnas, mas como eram duas as vagas em disputa, houve 324.803 votos nominais (85,87%), 46.101 votos em branco (12,19%) e 7.334 votos nulos (1,94%) resultando em 378.238 votos apurados.
| Candidatos a senador da República | Candidatos a suplente de senador | Número | Coligação                                       | Votação | Percentual |
| --------------------------------- | -------------------------------- | ------ | ----------------------------------------------- | ------- | ---------- |
| Leônidas Melo PSD                 | Ver abaixo PSD                   | -      | Coligação Democrática Trabalhista (PSD, PTB)    | 97.612  | 30,05%     |
| Matias Olímpio PTB                | Ver abaixo PTB                   | -      | Coligação Democrática Trabalhista (PSD, PTB)    | 87.488  | 26,94%     |
| Adelmar Rocha UDN                 | Ver abaixo UDN                   | -      | Aliança Democrática Progressista (UDN, PSP, PL) | 72.345  | 22,27%     |
| Joaquim Pires UDN                 | Ver abaixo UDN                   | -      | Aliança Democrática Progressista (UDN, PSP, PL) | 67.358  | 20,74%     |
| Fontes:                           |                                  |        |                                                 |         |            |

## Resultado da eleição para suplente de senador
Conforme o Tribunal Superior Eleitoral 189.119 eleitores compareceram às urnas, mas como eram duas as vagas em disputa, houve 242.237 votos nominais (64,04%), 129.349 votos em branco (34,20%) e 6.652 votos nulos (1,76%) resultando em 378.238 votos apurados.
| Candidatos a senador da República | Candidatos a suplente de senador | Número | Coligação                                       | Votação | Percentual |
| --------------------------------- | -------------------------------- | ------ | ----------------------------------------------- | ------- | ---------- |
| Ver acima -                       | Mendonça Clark PSD               | -      | Coligação Democrática Trabalhista (PSD, PTB)    | 95.674  | 39,50%     |
| Ver acima -                       | João Mendes Olímpio de Melo PTB  | -      | Coligação Democrática Trabalhista (PSD, PTB)    | 87.033  | 35,93%     |
| Ver acima -                       | Manuel Nogueira Lima UDN         | -      | Aliança Democrática Progressista (UDN, PSP, PL) | 29.246  | 12,07%     |
| Ver acima -                       | Walter Alencar UDN               | -      | Aliança Democrática Progressista (UDN, PSP, PL) | 30.284  | 12,50%     |
| Fontes:                           |                                  |        |                                                 |         |            |

## Deputados federais eleitos
São relacionados os candidatos eleitos com informações complementares da Câmara dos Deputados.

Representação eleita
  PSD: 3
  UDN: 2
  PTB: 1
  PSP: 1

FonteːTSE
| Deputados federais eleitos | Partido | Votação | Percentual | Cidade onde nasceu | Unidade federativa |
| Sigefredo Pacheco          | PSD     | 22.696  |            | Campo Maior        | Piauí              |
| Hugo Napoleão              | PSD     | 20.538  |            | União              | Piauí              |
| Chagas Rodrigues           | PTB     | 20.206  |            | Parnaíba           | Piauí              |
| José Cândido Ferraz        | UDN     | 19.104  |            | Teresina           | Piauí              |
| Marcos Parente             | UDN     | 16.875  |            | Bom Jesus          | Piauí              |
| José Vitorino Correia      | PSD     | 16.444  |            | Itapecerica        | Minas Gerais       |
| Milton Brandão             | PSP     | 11.035  |            | Pedro II           | Piauí              |
| Fontes:                    |         |         |            |                    |                    |

## Deputados estaduais eleitos
O resultado da eleição publicado abaixo é idêntico ao teor de um livro publicado pelo Departamento de Imprensa Nacional em 1958, pois os números do TSE via Repositório de Dados Eleitorais apontam divergências quanto aos votos e a posição de alguns candidatos e embora não haja muitas mudanças na relação dos eleitos, os números finais diferentes na "segunda lista" provocam discrepâncias quanto ao total dos votos nominais e de legenda e em relação ao comparecimento dos eleitores.

Representação eleita
  PSD: 15
  UDN: 11
  PTB: 4
  PSP: 2

FonteːTSE
| Deputados estaduais eleitos     | Partido | Votação | Percentual | Cidade onde nasceu  | Unidade federativa |
| Laurentino Pereira              | PSD     | 5.388   |            | São João do Piauí   | Piauí              |
| Cândido Fernandes de Oliveira   | PSP     | 4.539   |            |                     |                    |
| Constantino Pereira             | PSD     | 4.396   |            | São João do Piauí   | Piauí              |
| Edson Ferreira                  | PSD     | 4.212   |            | São Raimundo Nonato | Piauí              |
| José Gaioso Freitas             | PSD     | 4.174   |            | José de Freitas     | Piauí              |
| Ezequias Costa                  | UDN     | 4.133   |            | Barras              | Piauí              |
| Epaminondas Castelo Branco      | PSD     | 3.858   |            | Buriti dos Lopes    | Piauí              |
| Clóvis Melo                     | PSD     | 3.838   |            |                     |                    |
| Antônio Gaioso                  | PSD     | 3.686   |            |                     |                    |
| Antônio Santos Rocha            | PSD     | 3.423   |            | Jerumenha           | Piauí              |
| Tibério Nunes                   | UDN     | 3.417   |            | Oeiras              | Piauí              |
| João Carvalho                   | PTB     | 3.403   |            | Santana do Cariri   | Ceará              |
| João Clímaco d'Almeida          | PSD     | 3.287   |            | Teresina            | Piauí              |
| Cleanto Jales de Carvalho       | PSD     | 3.188   |            |                     |                    |
| Waldemar Leal                   | PSD     | 3.143   |            | Amarante            | Piauí              |
| Milton Lima                     | PSD     | 3.142   |            |                     |                    |
| Wenceslau Sampaio               | UDN     | 3.105   |            | Buriti dos Lopes    | Piauí              |
| Milton Aguiar                   | UDN     | 3.062   |            | Teresina            | Piauí              |
| Alcides Nunes                   | PSD     | 3.035   |            | Valença do Piauí    | Piauí              |
| Waldeck Bona                    | PSD     | 2.981   |            | Campo Maior         | Piauí              |
| Caio Damasceno                  | PSD     | 2.896   |            | Paulistana          | Piauí              |
| Alberto Luz                     | PTB     | 2.892   |            | Jaicós              | Piauí              |
| José Severiano da Costa Andrade | UDN     | 2.882   |            | Simplício Mendes    | Piauí              |
| Filadelfo Castro                | PTB     | 2.855   |            | Nova Iorque         | Maranhão           |
| Heitor Cavalcanti               | UDN     | 2.705   |            | Paulistana          | Piauí              |
| Petrônio Portela                | UDN     | 2.667   |            | Valença do Piauí    | Piauí              |
| Costa Neto                      | UDN     | 2.657   |            | São João do Piauí   | Piauí              |
| Paulo Ferraz                    | UDN     | 2.654   |            | Teresina            | Piauí              |
| Waldemar Macedo                 | UDN     | 2.645   |            | São Raimundo Nonato | Piauí              |
| José Lourenço Mourão            | PSP     | 2.640   |            | Teresina            | Piauí              |
| Djalma Veloso                   | UDN     | 2.401   |            | Valença do Piauí    | Piauí              |
| Samuel Tupinambá                | PTB     | 2.288   |            |                     |                    |
| Fontes:                         |         |         |            |                     |                    |